# Ešbol
Ešbol (hebrejsky אֶשְׁבּוֹל, doslova „Klas“, v oficiálním přepisu do angličtiny Eshbol) je vesnice typu mošav v Izraeli, v Jižním distriktu, v Oblastní radě Merchavim.

## Geografie
Leží v nadmořské výšce 173 metrů na severozápadním okraji pouště Negev; v oblasti která byla od 2. poloviny 20. století intenzivně zúrodňována a zavlažována a ztratila částečně charakter pouštní krajiny. Jde o zemědělsky obdělávaný pás navazující na pobřežní nížinu.
Obec se nachází 23 kilometrů od břehu Středozemního moře, cca 70 kilometrů jihojihozápadně od centra Tel Avivu, cca 65 kilometrů jihozápadně od historického jádra Jeruzalému a 25 kilometrů severozápadně od města Beerševa. Ešbol obývají Židé, přičemž osídlení v tomto regionu je etnicky převážně židovské.
Ešbol je na dopravní síť napojen pomocí lokální silnice 293.

## Dějiny
Ešbol byl založen v roce 1955. Zakladateli byli Židé z Kurdistánu (tedy z kurdských oblastí Iráku a Íránu). Zpočátku se nová vesnice nazývala Šoval Gimel ('שובל ג) podle nedaleké vesnice Šoval. Současný název odkazuje na zemědělský charakter zdejší krajiny.
Místní ekonomika je zčásti založena na zemědělství (pěstování polních plodin, sadovnictví, chov drůbeže), kterým se zabývá třetina zdejších rodin. Většina obyvatel ale za prací dojíždí mimo mošav. V obci je k dispozici synagoga, mikve, sportovní areály, mateřská škola a společenské centrum. Správní území vesnice měří 6 400 dunamů (6,4 kilometrů čtverečních). Vesnice plánuje stavební expanzi. Má zde vyrůst nová rezidenční čtvrť se 120 domy (podle jiných zdrojů dokonce 133 domů) nazvaná Ma'ale Mabu'im (מעלה מבועים). Už zde stojí čtyři první rodinné domy.

## Demografie
Obyvatelstvo mošavu je smíšené, tedy sestávající ze sekulárních i nábožensky orientovaných lidí. Podle údajů z roku 2014 tvořili naprostou většinu obyvatel v Ešbol Židé (včetně statistické kategorie "ostatní", která zahrnuje nearabské obyvatele židovského původu ale bez formální příslušnosti k židovskému náboženství).
Jde o menší obec vesnického typu s dlouhodobě stagnující populací, která ovšem po roce 2008 rychle narůstá. K 31. prosinci 2014 zde žilo 455 lidí. Během roku 2014 populace stoupla o 10,2 %.
| Rok            | 1961 | 1972 | 1983 | 1995 | 2001 | 2003 | 2004 | 2005 | 2006 | 2007 | 2008 | 2009 | 2010 | 2011 | 2012 | 2013 | 2014 |
| -------------- | ---- | ---- | ---- | ---- | ---- | ---- | ---- | ---- | ---- | ---- | ---- | ---- | ---- | ---- | ---- | ---- | ---- |
| Počet obyvatel | 385  | 387  | 307  | 259  | 262  | 261  | 244  | 237  | 240  | 252  | 239  | 283  | 306  | 347  | 369  | 413  | 455  |